# Международный совет по науке
Междунаро́дный сове́т по нау́ке (англ. International Council for Science, ICSU) — международная неправительственная организация, посвященная международной кооперации в продвижении науки. Основан в 1931 году. Членами совета являются национальные научные организации и международные научные союзы, такие как Международный математический союз, Международный астрономический союз и Международный союз теоретической и прикладной химии.
Международный совет по науке является наблюдателем в ЮНЕСКО.
В 2018 году был объединён с «Международным советом социальных наук» и переименован в «Международный научный совет» (ISC), президентом которого был избран Дайя Редди. Главным учёным секретарём Нового союза был избран Исмаил-Заде, Алик Тофиевич.

## Финансирование
Основной источник финансов совета — вклады, которые он получает от его членов. Другие источники дохода — рамочные контракты от ЮНЕСКО, а также дотации и контракты от ООН.

## Миссия и принципы
Фундаментальный принцип Международного совета по науке — принцип универсальности науки, который подтверждает право и свободу учёных объединяться в международной научной деятельности без отношения к таким факторам как этническая принадлежность, религия, гражданство, язык, политическая позиция, пол, сексуальная ориентация и возраст. Совет действует как центр для обмена идеями и информацией и развития стандартов.
В 2007 году членами совета являлись 113 мультидисциплинарных национальных научных организаций (ассоциаций, наблюдателей, советов, академий и т. п.), представляющие 133 страны и 29 международных научных союзов и 24 научные ассоциации.

## Члены — научные союзы
Совет объединяет крупнейшие научные союзы. В 2017 присоединился международный совет по социальным наукам
| - Международный астрономический союз - Международная организация исследования мозга - Международный географический союз - Международный математический союз - Международный союз по изучению четвертичного периода - Международное общество фотограмметрии и дистанционного зондирования - Международный союз антропологических и этнологических наук - Международный союз биохимии и молекулярной биологии - Международный союз биологических наук - Международный союз кристаллографов - Международный союз науки и технологии по пищевым продуктам - Международный союз лесных исследовательских организаций - Международный союз геодезических и геофизических наук - Международный союз геологических наук - Международный союз истории и философии науки | - Международный союз иммунологических обществ - Международный союз материаловедческих обществ - Международный союз микробиологических наук - Международный союз наук о питании - Международный союз теоретической и прикладной биофизики - Международный союз теоретической и прикладной химии - Международный союз теоретической и прикладной физики - Международный союз медицинских физиков и инженеров - Международный союз фундаментальной и клинической фармакологии - Международный союз физиологических наук - Международный союз психологических наук - Международный союз почвоведов - Международный союз теоретической и прикладной механики - Международный союз токсикологии - Международный научный радиосоюз |

## Президенты
Источник:
- 1958—1961 Питерс, Рудольф Альберт
- 1966—1972 Амбарцумян, Виктор Амазаспович
- 1988—1993 Менон, Мамбилликалатил Говинд Кумар
- 1996—1999 Арбер, Вернер
- 2011—2014 Ли Юаньчжэ
- 2014—2017 Гордон Макбин[англ.][5]

## Международный совет по науке
Международный научный совет (МНС, англ. ISC)-это неправительственная организация, объединяющая научные организации в социальных и естественных науках. МНС был создан в июле 2018 года в результате слияния Международного совета по науке и Международного совета социальных наук (МССН), что делает её одной из крупнейших организаций этого типа.
В 2018 году президентом этой организации избран Дайя Редди. Главным учёным секретарём Нового союза был избран Исмаил-Заде, Алик Тофиевич. С октября 2021 года этот пост занимает Питер Глюкман, педиатр, известный ученый-биомедик, научно-политический эксперт из Новой Зеландии.

### Руководство Международного совета по науке
- Исполнительный директор — Хейде Хакманн (2018-2022)[11]
- Научный директор — Матье Дени (в настоящее время исполняет обязанности генерального директора)[12]
- Операционный директор — Чарльз Экернес

## Региональные офисы
Имеет региональные подразделения в Африке (в Претории), АТР (в Куала-Лумпуре), Латинской Америке и на Карибах (в Сальвадоре).